# Warch 'an naafi'
Warsh ʿan Naafiʿ (en arabe : ورش عن نافع) est l'une des principales méthodes canoniques de récitation du coran. 
Les récitations du Coran, connues en arabe sous le terme de Qira'at, sont menées selon les règles du Tajwid. Cette méthode est attribuée à l'imam Warsh qui, l'a lui-même obtenu de son professeur Nafi‘ al-Madani qui était l'un des transmetteurs des sept recitations. La récitation de Warsh 'an Naafi ' est l'une des deux traditions majeures de récitation. La seconde est celle de Hafs 'an 'Asim.

## Historique
L'Imam Warsh (110-197AE), de son vrai nom Uthman Ibn Sa‘id al-Qutbi, est né en Égypte. Son surnom Warsh, une substance du lait, lui vient de son professeur Naafi' en raison de son teint clair. Il a étudié sa récitation selon Naafi' à Médine. Après avoir terminé ses études, il est revenu en Égypte où il est devenu le récitateur sénior du Coran. 
Au Xe siècle, le savant musulman Ibn Mujāhid a canonisé les sept lectures du Coran, y compris Warsh 'an Naafi'. Cependant, seule la transmission d'Asim et Warsh reste influente. Bien qu'ayant émergé en Égypte, la récitation de Warsh 'an Naafi' est devenue répandue en Afrique du Nord. À l'époque médiévale, c'était la principale récitation coranique dans l'Al-Andalus.  La transmission de Warsh 'an Naafi' représente la tradition récitative de Médine. C'est, aux côtés de la tradition Hafs 'an 'Asim qui représente la tradition récitative de Kufa,  l'une des deux principales transmissions orales du Coran dans le monde musulman. Le Coran standard influent du Caire qui a été publié en 1924 est basé sur la récitation de Hafs 'an ʻAsim.

## Différence entre la récitation de Warsh et de Hafs
La récitation du coran selon Warch 'an Naafi' diffère de celle de Hafs 'an Asim sur le plan orthographique. La majorité des différences n'affectent pas la signification. Pourtant, dans certains cas, les différences changent les implications du verset. Dans le verset 2:184 Hafs récite le verset comme étant « ... une rançon [en tant que substitut] pour nourrir une personne pauvre... ». Tandis que la lecture selon Warsh est « ... une rançon [en tant que substitut] de nourrir les gens pauvres... ». 
Les autres variantes orthographique  :
| رواية ورش عن نافع (Warch) | Warch                    | رواية حفص عن عاصم (Hafs) | Ḥafs                         | Sourate et verset                     |
| ------------------------- | ------------------------ | ------------------------ | ---------------------------- | ------------------------------------- |
| يَعْمَلُونَ (ya'maluna)        | vous faites              | تَعْمَلُونَ (ta'maluna)       | tu fais                      | Al-Baqara (La Vache) 2:85             |
| وًأَوْصّى (wa'awssaa)         | recommandé               | وَوَصَّى (wawassaa)          | enjoint                      | Al-Baqara (La Vache) 2:132            |
| سَارِعُوا (saari'uu)         | Concourez                | وَسَارِعُوا (wasaari'uu)     | Et concourez                 | Ali 'imran (La famille d'Imran) 3:133 |
| مَا تَنَزَّلُ (ma tanazzalu)    | ils ne descendent pas... | مَا نُنَزِّلُ (ma nunazzilu)   | nous ne faisons descendre... | Al-Ḥijr (La vallée des pierres) 15:8  |
| قُل (qul)                  | dit!                     | قَالَ (qal)                | il dit                       | Al-Anbiyā' (Les Prophètes) 21:4       |
| كَثِيرًا (kathiran)          | beaucoup                 | كَبِيرًا (kabiran)          | grands                       | Al-Aḥzāb (Les coalisés) 33:68         |
| بِمَا (bima)                | en ce                    | فَبِمَا (fabima)            | Alors du fait de             | Al-Shura (La consultation) 42:30      |
| نُدْخِلْهُ (noudķilhou)        | nous le faisons entrer   | يُدْخِلْهُ (youdķilhou)       | il le fera entrer            | Al-Fatḥ (La victoire éclatante) 48:17 |

Une autre différence majeure entre la récitation de Hafs et de Warh du Coran est la prononciation des mots. Les Corans modernes ont des signes diacritiques (connu sous le nom de Tashkil) et, dans certains cas, prononcer le mot différemment pourrait impliquer une signification différente. Voici quelques exemples :
| رواية ورش عن نافع (Warch) | Warch                                                        | رواية حفص عن عاصم (Hafs) | Ḥafs                                                              | Sourate et verset                                           |
| ------------------------- | ------------------------------------------------------------ | ------------------------ | ----------------------------------------------------------------- | ----------------------------------------------------------- |
| مَلِكِ (malik)               | Roi                                                          | مَالِكِ (maalik)            | Propriétaire                                                      | Al-Fatihah (L'ouverture) 1:4 (selon Hafs) 1:3 (selon Warsh) |
| يٌكَذّبُونَ (yukadhdhibuuna)   | Ils ont été mentir à (ou) ils nient                          | يَكْذِبُونَ (yakdhibuuna)     | ils mentent                                                       | Al-Baqara (La Vache) 2:10 (selon Hafs) 2:9 (selon Warsh)    |
| قُتِلَ (qutil)               | Et beaucoup de prophètes ont été tués avec lui des religieux | قَاتَلَ (qatal)             | Et beaucoup de prophètes se sont battus à leur coté des religieux | Ali 'imran (La famille d'Imran) 3:146                       |
| سَاحِرَانِ (sahiran)          | deux magiciens                                               | سِحْرَانِ (sihran)           | Deux œuvres de magie                                              | Al-Qasas (Le récit) 28:48                                   |